# Roald Hoffmann
Roald Hoffmann (født Roald Safran; 18. juli 1937) er en polsk-amerikansk teoretisk kemiker, der modtog nobelprisen i kemi i 1981. Han modtog den sammen med Kenichi Fukui for deres uafhængige studie af reaktionsmekanismer Han har også udgivet skuespil og poesi. Han er ansat som Frank H. T. Rhodes Professor of Humane Letters, Emeritus, ved Cornell University i Ithaca, New York.